# Lê Phước Thanh
Lê Phước Thanh (sinh 1956) là một cựu chính khách Việt Nam. Ông là đại biểu Quốc hội Việt Nam khóa XIII, thuộc đoàn đại biểu Quảng Nam. Ông từng giữ chức Chủ tịch Ủy ban nhân dân tỉnh Quảng Nam nhiệm kỳ 2011-2016, Bí thư Tỉnh ủy Quảng Nam (2010-2015) nhưng bị kỷ luật cách chức này mặc dù đã về hưu.

## Thân thế sự nghiệp
Ông sinh ngày 10 tháng 10 năm 1956 tại thôn Trung An, xã Đại Hòa (nay thuộc thi trấn Ái Nghĩa), huyện Đại Lộc, tỉnh Quảng Nam
Từ năm 1983 đến năn 1996, ông tham gia công tác chính quyền,, qua nhiều vị trí từ cấp xã đến cấp huyện.
Từ năm 1996 đến năm 2006, ông là cán bộ cấp tỉnh của Quảng Nam, lần lượt giữ các chức vụ Phó giám đốc Sở Tài chính vật giá, Giám đốc Sở Công nghiệp, Tài chính...
Năm 2007, ông giữ cương vị Phó chủ tịch Ủy ban nhân dân tỉnh Quảng Nam kiêm Trưởng ban quản lý khu kinh tế mở Chu Lai...
Năm 2010, ông là Phó bí thư Tỉnh ủy Quảng Nam, được bầu làm Chủ tịch Ủy ban nhân dân tỉnh Quảng Nam, Đại biểu Quốc hội khóa XIII.
Tháng 2/2015, ông này được bầu giữ chức vụ Bí thư tỉnh ủy tỉnh Quảng Nam. Ngày 29/7, ông Thanh viết đơn gửi Bộ Chính trị xin phép được nghỉ hưu sớm vì lý do sức khỏe và đã được chấp thuận.

## Kỷ luật
Ngày 5/2/2018, Ban Bí thư nhận thấy "những vi phạm, khuyết điểm của ông Lê Phước Thanh là rất nghiêm trọng (trong đó có việc "để UBND tỉnh quyết định cử ông Lê Phước Hoài Bảo đi học Thạc sỹ tại nước ngoài bằng ngân sách Nhà nước không đúng quy định"), làm ảnh hưởng xấu đến uy tín của tổ chức đảng và cá nhân đồng chí, gây dư luận xấu trong cán bộ, đảng viên và nhân dân", đã quyết định kỷ luật ông Thanh bằng hình thức cách chức Bí thư Tỉnh ủy (nhiệm kỳ 2010-2015).

## Gia đình
Con trai ông Thanh, Lê Phước Hoài Bảo (sinh năm 1985), đã được bổ nhiệm chức Phó Giám đốc Sở Kế hoạch và Đầu tư tỉnh Quảng Nam vào tháng 4.2015. Chỉ hơn 5 tháng sau đến ngày 23.9.2015 tiếp tục được bổ nhiệm làm Giám đốc Sở Kế hoạch và Đầu tư tỉnh Quảng Nam và như vậy là giám đốc sở trẻ nhất nước.
Bàn về vấn đề này bà Tôn Nữ Thị Ninh cho ý kiến: "Tôi chưa thấy ở nước Việt Nam này có ai thăng 2 cấp trong vòng 6 tháng như thế. Như vậy là quá khó hiểu, là sai quy trình chung...Tôi nghĩ là một thanh niên biết suy nghĩ, có bản lĩnh sẽ không muốn "ăn" trái chín ép, sẽ từ chối vị trí Giám đốc Sở khi mình vừa trở thành cấp phó trước đó vài tháng!" 
Giáo sư Nguyễn Minh Thuyết, nguyên Phó Chủ nhiệm Ủy ban Văn hóa, Giáo dục, Thanh niên, Thiếu niên và Nhi đồng của Quốc hội Việt Nam cho là, ông Lê Phước Hoài Bảo, với 30 tuổi đời này còn 'thiếu quá nhiều tiêu chuẩn' dù là 'hình thức thôi' và "nói một cách thật là các anh ở Quảng Nam, các anh vội vàng quá, không thể bổ nhiệm kiểu như thế được. Còn thiếu đi mấy tiêu chuẩn như vậy mà vẫn bổ nhiệm thì quá vội vàng. Đi đâu mà vội?" 
Về phần mình, ông Lê Phước Thanh tuyên bố "Con tôi xứng đáng làm giám đốc Sở".
Liên quan đến việc bổ nhiệm này, ngày 5/10, Thứ trưởng Bộ Nội vụ Trần Anh Tuấn đã họp với UBND tỉnh Quảng Nam. Trang VietnamNet dẫn lời ông Tuấn nói việc bổ nhiệm ông Lê Phước Hoài Bảo là “đúng quy trình, thủ tục, không trái với chủ trương, quy định của Đảng, chính sách pháp luật của nhà nước".

### Giải quyết
Ngày 16 tháng 12 năm 2017, Ủy ban Kiểm tra trung ương yêu cầu Ban thường vụ Tỉnh ủy Quảng Nam chỉ đạo tổ chức Đảng và cơ quan có thẩm quyền làm thủ tục xóa tên trong danh sách đảng viên, hủy bỏ các quyết định bổ nhiệm ông Lê Phước Hoài Bảo không đúng.
Ông Lê Phước Hoài Bảo - tỉnh ủy viên, giám đốc Sở Kế hoạch và đầu tư Quảng Nam - bị phán là không trung thực trong việc kê khai quá trình công tác của bản thân trong hồ sơ, lý lịch và hồ sơ nhân sự ứng cử Ban chấp hành Đảng bộ tỉnh nhiệm kỳ 2015-2020, có ý thức tổ chức kỷ luật kém; vi phạm nguyên tắc tổ chức sinh hoạt của Đảng, bỏ sinh hoạt Đảng nhiều tháng, không chuyển sinh hoạt Đảng theo quy định trong thời gian đi học thạc sĩ tại nước ngoài.
Ủy ban Kiểm tra trung ương cũng quyết định tiến hành quy trình xử lý kỷ luật ông Lê Phước Thanh, bí thư Tỉnh ủy nhiệm kỳ 2010-2015, bí thư Ban cán sự Đảng, chủ tịch UBND tỉnh Quảng Nam nhiệm kỳ 2011-2016:
- Với cương vị người đứng đầu, ông Thanh chịu trách nhiệm chính về những vi phạm, khuyết điểm của Ban thường vụ Tỉnh ủy nhiệm kỳ 2010-2015 và BCS Đảng UBND tỉnh nhiệm kỳ 2011-2016.
- Vi phạm nguyên tắc tập trung dân chủ, quy chế làm việc và các quy định của Đảng, Nhà nước về công tác cán bộ; không gương mẫu, có biểu hiện ưu ái, vun vén cho gia đình trong việc quy hoạch, luân chuyển, điều động và quyết định bổ nhiệm ông Lê Phước Hoài Bảo (là con trai ông Thanh) giữ các chức vụ (trưởng phòng của Ban quản lý Khu kinh tế mở Chu Lai, phó chủ tịch UBND huyện Thăng Bình, phó giám đốc, giám đốc Sở Kế hoạch và đầu tư) không đủ tiêu chuẩn, điều kiện, vi phạm quy trình, thủ tục;
- Để UBND tỉnh quyết định cử ông Lê Phước Hoài Bảo đi học thạc sĩ tại nước ngoài bằng ngân sách nhà nước không đúng quy định.
Đầu tháng 2/2018, ông Bảo bị xóa tên khỏi danh sách đảng viên. Đầu tháng 3, quyết định bổ nhiệm ông Bảo làm Giám đốc Sở Kế hoạch và Đầu tư bị thu hồi. Ông Bảo được phân công làm chuyên viên Phòng Quy hoạch tổng hợp. Hiện ông Bảo giữ chức danh đại biểu HĐND tỉnh và Quảng Nam đang tiến hành thủ tục để bãi nhiệm.